# Urstromtaler
Urstromtaler – lokalna waluta używana w krajach związkowych Saksonii-Anhalt i Brandenburgii w Niemczech równolegle z Euro. Jest akceptowana przez niektóre lokalne sklepy i zakłady usługowe na równi z Euro i przy zachowaniu kursu wymiany 1:1. 
Zwolennicy twierdzą, że pomaga ona miastu przez promowanie lokalnego biznesu w walce z supermarketami i sklepami wielkich sieci.
Podobnie jak wiele innych lokalnych walut, które pojawiły się w Niemczech nie jest ona zagrożeniem dla banku centralnego. Waluty takie są w Niemczech nielegalne i ich rozwój jest bacznie obserwowany przez Bundesbank.